# Chersonesometrus tristis
Espèce
Synonymes
- Palamnaeus tristis Henderson, 1919
- Heterometrus tristis (Henderson, 1919)
- Heterometrus mysorensis Kovařík, 2004

Chersonesometrus tristis est une espèce de scorpions de la famille des Scorpionidae.

## Distribution
Cette espèce est endémique d'Inde. Elle se rencontre en Andhra Pradesh, au Tamil Nadu et au Karnataka.

## Description
Le mâle holotype mesure 116 mm.
Le mâle décrit par Couzijn en 1981 mesure 120 mm et la femelle 110 mm.

## Systématique et taxinomie
Cette espèce a été décrite sous le protonyme Palamnaeus tristis par Henderson en 1919. Elle est placée dans le genre Heterometrus par Takashima en 1945 puis dans le genre Chersonesometrus par Prendini et Loria en 2020 qui dans le même temps placent Heterometrus mysorensis en synonymie.

## Publication originale
- Henderson, 1919 : « Two new scorpions from Southern India. » Records of the Indian Museum, vol. 16, p. 378–381 (texte intégral).